# Pristigenys serrula
Pristigenys serrula е вид бодлоперка от семейство Priacanthidae. Видът не е застрашен от изчезване.

## Разпространение и местообитание
Разпространен е в Гватемала, Еквадор, Колумбия, Коста Рика, Мексико, Никарагуа, Панама, Перу, Салвадор, САЩ, Хондурас и Чили.
Обитава крайбрежията и скалистите дъна на морета, заливи и рифове в райони с тропически, умерен и субтропичен климат. Среща се на дълбочина от 2 до 100 m, при температура на водата от 14,8 до 23 °C и соленост 34,8 – 35,3 ‰.

## Описание
На дължина достигат до 34 cm.